# Карпенисион (дим)
Карпени́сион (греч. Δήμος Καρπενησίου) — община (дим) в Греции. Административно относится к периферийной единице Эвритания в периферии Центральная Греция. Население 13 105 человек по переписи 2011 года. Площадь 948,583 квадратного километра. Плотность 13,82 человека на квадратный километр. Административный центр — Карпенисион. Димархом на местных выборах 2014 года избран Никос Сульотис (Νίκος Σουλιώτης).
Община Карпенисион создана в 1944 году (ΦΕΚ 75Α). В 2010 году (ΦΕΚ 87Α) по программе «Калликратис» к общине Карпенисион присоединены упразднённые общины Димниста, Ктимения, Потамья, Прусос и Фурна.

## Димархи
- 2003—2010 Василиос Карамбас
- 2011—2014 Костас Бакояннис
- 2014 — н. в. Никос Сульотис